# Družstevná pri Hornáde
Družstevná pri Hornáde – wieś (obec) na Słowacji położona w kraju koszyckim, w powiecie Koszyce-okolice. Pierwsze wzmianki o miejscowości pochodzą z roku 1960. 
Według danych z dnia 31 grudnia 2012, wieś zamieszkiwało 2585 osób, w tym 1317 kobiet i 1268 mężczyzn.
W 2001 roku rozkład populacji względem narodowości i przynależności etnicznej wyglądał następująco:
- Słowacy – 95,37%
- Czesi – 0,37%
- Niemcy – 0,06%
- Polacy – 0,03%
- Romowie – 2,81%
- Rusini – 0,09%
- Ukraińcy – 0,03%
- Węgrzy – 0,15%

Ze względu na wyznawaną religię struktura mieszkańców kształtowała się w 2001 roku następująco:
- Katolicy rzymscy – 87,77%
- Grekokatolicy – 1,76%
- Ewangelicy – 3,68%
- Prawosławni – 0,12%
- Ateiści – 3,98%
- Przedstawiciele innych wyznań – 0,09%
- Nie podano – 2,1%